# Bayara Vallis
La Bayara Vallis è una struttura geologica della superficie di Venere.